# Le Huilin
Le Huilin (chinois traditionnel : 乐慧琳 ; née le 1er avril 1989) est une escrimeuse chinoise, spécialiste du fleuret.

## Carrière
Elle remporte la médaille de bronze en individuel lors des championnats d'Asie de 2014 et de 2015, après celle des championnats d'Asie de 2011. Elle remporte celle d'argent lors des championnats d'Asie de 2016.